# 2,7
2,7 er en dokumentarfilm fra 2013 instrueret af Cille Hannibal. I den medvirker 2 professionelle atleter, søstrene Sara Sig Møller og Maria Sig Møller.

## Handling
Maria er langdistanceløber. Hun og hendes enæggede tvillingesøster Sara er Danmarks bedste. Opvokset i en familie af elite-sportsfolk har konkurrencen i mellem de to søstre vokset sig så stor at det har fået alvorlige konsekvenser følelsesmæssigt for begge piger. Relationen imellem dem belastes yderligere da Maria begynder at få problemer med sin fysik. Et symptom på den overbelastning hun hver dag har udsat sin krop for i kampen om at blive den bedste.